# Matthias Reincke
Matthias Reincke (* 23. Dezember 1971 in Hamburg) ist ein ehemaliger Fußballspieler des Hamburger SV.

## Karriere als Spieler
Matthias Reincke verbrachte den größten Teil seiner Kindheit in einem Heim im Hamburger Stadtteil Billstedt. In dieser Zeit spielte er Fußball in der Jugendabteilung des Vereins Billstedt Horn. Nebenbei spielte er in der Freizeitliga-Mannschaft B.F.C. Sonnenland.
Im Sommer 1993 wechselte der damals 21-jährige Reincke zu Concordia Hamburg. Dort wurde der Hamburger Sportverein auf ihn aufmerksam und verpflichtete ihn 1997 für seine Amateurmannschaft. Von dieser schaffte er den Sprung in die Bundesligamannschaft des Vereins. Aufgrund eines Asthmaleidens blieb ihm dort der endgültige Durchbruch verwehrt und er bestritt nur vier Bundesligaspiele. Da sein Medikament auf der Dopingliste stand, wurde er für die Spiele in der ersten und zweiten Bundesliga gesperrt. So spielte er weiter bei den Amateuren und wechselte von dort aus zum 1. SC Norderstedt.
Von Norderstedt aus wechselte er wieder zu Billstedt-Horn. Nach einer Saison ging er zum TSV Sasel und von da aus zum ASV Bergedorf 85. Diesem blieb er sechs Jahre treu, ehe er im Alter von 37 Jahren noch einmal innerhalb der Oberliga Hamburg wechselte und sich dem SV Curslack-Neuengamme anschloss.

## Karriere als Trainer
Als Trainer betreute der in Fußballerkreisen „Matte“ genannte Reincke im Spieljahr 2013/14 den Landesligaverein TSV Sasel. Mit Beginn der Saison 2014/15 wurde er bei der SV Halstenbek-Rellingen in der Oberliga Hamburg Co-Trainer von Thomas Bliemeister und blieb auch im Amt, nachdem sich der Verein von Bliemeister getrennt hatte. Zur Saison 2017/18 wechselte Reincke von Halstenbek/Rellingen zum Hamburger Oberligisten FC Teutonia 05 Ottensen, Mitte März 2020 kam es zur Trennung. Zur Saison 2020/21 übernahm er das Traineramt bei seinem Ursprungsverein Billstedt-Horn in der Kreisliga.